# Haltepunkt Essen-Kray Süd
Der Haltepunkt Essen-Kray Süd ist eine von zwei Schienenverkehrsstationen im Essener Stadtteil Kray. Die andere ist der Bahnhof Essen-Kray Nord an der Bahnstrecke Essen–Gelsenkirchen.

## Geschichte
Der Bahnhof wurde, als zweite Krayer Station nach dem vorerwähnten Essen-Kray Nord aus dem Jahr 1873, im Jahre 1896 mit dem Namen Kray Süd eröffnet. Er trug zur Entwicklung von Kray und des benachbarten Leithe während der Zeit der Industrialisierung im Ruhrgebiet bei. 1929 wurde Kray in die Stadt Essen eingemeindet. 1950 erhielt der Bahnhof seinen heutigen Namen Essen-Kray Süd. 1974 erfolgte nach Entfernung aller Weichen und Nebengleise die Einstufung als Haltepunkt. Die in der westlichen Ausfahrt gelegene Aufteilung der Strecken in Richtung Essen Hbf wurde als Abzweigstelle zu einer eigenen Betriebsstelle.

## Lage und Aufbau
Der Haltepunkt liegt im Süden des Essener Stadtteils Kray, etwa 300 Meter westlich der Krayer Straße. Im Vergleich zum Bahnhof Essen-Kray Nord liegt der Haltepunkt Kray Süd dezentral, und zwar südlich der Bundesautobahn 40 in einem Wohngebiet an der Grenze zu Essen-Steele. Das 1896 eröffnete Empfangsgebäude ist 1999 abgerissen worden, hier entstand ein Verbrauchermarkt. Die umliegenden Straßen heißen Pramenweg und Am Bocklerbaum. Über einen Fußgängertunnel ist er zudem mit dem südlich angrenzenden Steeler Pfad verbunden.
Er besteht aus zwei Seitenbahnsteigen, wobei der nördliche (Gleis 1) direkt an den Bahnhofsvorplatz anschließt, während der südliche (Gleis 2) nur über eine Treppe erreichbar ist. Damit ist Essen-Kray Süd nur in Richtung Essen Hauptbahnhof barrierefrei.

## Bedienung
Im Schienenpersonennahverkehr wird Essen-Kray Süd nur von der Ruhr-Lenne-Bahn genannten Regionalbahnlinie von Essen nach Hagen bedient. Diese verkehrt im Stundentakt.
| Linie | Linienverlauf | Takt   | Betreiber |
| ----- | --- | ------ | --------- |
| RB 40 | Ruhr-Lenne-Bahn: Essen Hbf – Essen-Kray Süd – Wattenscheid – Bochum Hbf – Witten Hbf – Wetter (Ruhr) – Hagen-Vorhalle – Hagen Hbf Stand: Fahrplanwechsel Dezember 2021 | 60 min | DB Regio  |

Von den Regionalexpresslinien 1, 6, 11 und 16 wird Essen-Kray Süd ohne Halt durchfahren.

### Verknüpfung mit dem ÖPNV
Der Haltepunkt Essen-Kray Süd ist mit dem Busverkehr der Ruhrbahn über die etwa 300 Meter östlich liegende Haltestelle Kray Süd Bf an der Krayer Straße verknüpft. Diese wird mit den Linien 144, 146, 194 sowie im Nachtverkehr von NE3 und NE14 angefahren. Die Linie 144 hält zudem am Pramenweg, diese Umsteigemöglichkeit befindet sich etwa 165 Meter nördlich.
| Linie | Verlauf | Takt (Mo–Fr)        |
| ----- | --- | ------------------- |
| 144   | Leithe Grimbergstraße – Kray Nord Bf – Kray Mitte – Pramenweg – Kray Süd Bf – Steele (– Überruhr-Hinsel – Lehmanns Brink – Annental – Rellinghausen – Stadtwaldplatz) (nur morgens und mittags)                        | 30 min 20 min (HVZ) |
| 146   | Essen Hbf – Huttrop Feldhaushof – Frillendorfer Platz – Kray Mitte – Kray Nord Bf – Kray Mitte – Kray Süd Bf – Isinger Feld – Leithe Wackenberg                                                                        | 20 min              |
| 194   | Gelsenkirchen Hbf – Gelsenkirchen-Rotthausen – Zeche Bonifacius – Kray Nord Bf – Kray Mitte – Kray Süd Bf – Steele – Essen-Rellinghausen – Stadtwaldplatz – Bredeney – Essen-Haarzopf Erbach                           | 20 min              |
| NE3   | Essen Hbf – Frillendorf Hubertstraße – Zeche Bonifacius → Kray Nord Bf → Kray Mitte → Kray Süd Bf → Rodenseelbrücke | 60 min              |
| NE14  | Bergeborbeck Bf – Altendorf, Helenenstraße – Bockmühle – Frohnhauser Platz – Alfred-Krupp-Schule – Holsterhauser Platz – Rüttenscheid, Martinstraße – Huttropstraße – Steele – Kray Süd Bf – Kray Mitte – Kray Nord Bf | 60 min              |

## Zukunft
Es gab Planungen, den Haltepunkt Essen-Kray Süd näher an die Krayer Straße zu verlegen, um ihn besser an den Busverkehr anzubinden.
Laut Planungen zum Projekt Rhein-Ruhr-Express (RRX) könnten die Linien RE16 und RB40 über Steele geführt werden. Da die übrigen RE-Linien, die Essen-Kray Süd heute ohne Halt durchfahren, auch als RRX-Linien nicht in Essen-Kray Süd halten werden, würde dies die Stilllegung des Haltepunktes bedeuten. Die Deutsche Bahn gab dies bereits bekannt.